# 20a cerimònia dels Premis César
La 20a cerimònia dels Premis César — també coneguts com Nuit des César — que premiava les pel·lícules estrenades el 1994, va tenir lloc el 25 de febrer de 1995 al Palau dels Congressos de París.
Va ser presidida per Alain Delon i retransmesa a Canal+.

## Presentadors i ponents
- Daniel Toscan du Plantier, president de l'Académie des arts et techniques du cinéma
- Alain Delon, president de la cerimònia
- Jean-Claude Brialy, Pierre Tchernia, mestres de cerimònia
- Charlotte Gainsbourg, per l’entrega del César d'honor a Jeanne Moreau
- Alain Delon, Steven Spielberg, per l'entrega dels Césars a la millor pel·lícula guió i director
- Jacqueline Bisset, Daniel Toscan du Plantier
- Jean-Claude Brialy, Charlotte Gainsbourg
- Juliette Binoche, Hugh Grant
- Sabine Azéma, per l’entrega del César al millor actor secundari
- Sabine Azéma, Lambert Wilson

## Desenvolupament
El premis principals van estar repartits entre dues pel·lícules. Si bé Els joncs salvatges, d'André Téchiné de vuit nominacions va obtenir quatre premis (millor pel·lícula, millor director, millor guió i millor actriu revelació), La reina Margot de Patrice Chéreau, amb dotze nominacions va guanyar cinc premis (millor actriu, millor actor secundari, millor actriu secundària, millor fotografia i millor vestuari). Per contra, mentre que Farinelli, Il Castrato de tres nominacions va obtenir dos premis (millor so i millors decorats), Tres colors: Vermell de Krzysztof Kieślowski de set nominacions només va obtenir el premi a la millor música.

## Guanyadors i nominats
Els guanyadors s'indiquen en negreta.
| Millor pel·lícula - Els joncs salvatges, dirigida per André Téchiné, produïda per Georges Benayoun i Alain Sarde - Le Fils préféré, dirigida per Nicole Garcia, produïda per Philippe Carcassonne i Alain Sarde - El professional, dirigida per Luc Besson, produïda per Patrice Ledoux, Claude Besson i Luc Besson - La reina Margot, dirigida per Patrice Chéreau, produïda per Claude Berri - Tres colors: Vermell, dirigida per Krzysztof Kieślowski, produïda per Marin Karmitz | Millor director - André Téchiné per Els joncs salvatges - Patrice Chéreau per La reina Margot - Nicole Garcia per Le Fils préféré - Luc Besson per El professional - Krzysztof Kieslowski per Tres colors: Vermell                              |
| Millor actor - Gérard Lanvin per Le Fils préféré - Daniel Auteuil per La Séparation - Gérard Depardieu per Le Colonel Chabert - Jean Reno per El professional - Jean-Louis Trintignant per Tres colors: Vermell | Millor actriu - Isabelle Adjani per La reina Margot - Anémone per No gaire catòlic - Sandrine Bonnaire per Jeanne la Pucelle - Isabelle Huppert per La Séparation - Irène Jacob per Tres colors: Vermell                                        |
| Millor actor secundari - Jean-Hugues Anglade per La reina Margot - Claude Rich per La filla de d'Artagnan - Fabrice Luchini per Le Colonel Chabert - Bernard Giraudeau per Le Fils préféré - Daniel Russo per Neuf mois | Millor actriu secundària - Virna Lisi per La reina Margot - Line Renaud per J'ai pas sommeil - Dominique Blanc per La reina Margot - Michèle Moretti per Els joncs salvatges - Catherine Jacob per Neuf mois                                    |
| Millor actor revelació - Mathieu Kassovitz per Regarde les hommes tomber - Charles Berling per Petits arrangements avec les morts - Frédéric Gorny per Els joncs salvatges - Gaël Morel per Els joncs salvatges - Stéphane Rideau per Els joncs salvatges | Millor actriu revelació - Élodie Bouchez per Els joncs salvatges - Marie Bunel per Couples et amants - Sandrine Kiberlain per Els patriotes - Virginie Ledoyen per L'Eau froide - Elsa Zylberstein per Mina Tannenbaum                          |
| Millor pel·lícula estrangera - Quatre bodes i un funeral de Mike Newell • - Caro diario de Nanni Moretti • - La llista de Schindler de Steven Spielberg • - Pulp Fiction de Quentin Tarantino • - Vides encreuades de Robert Altman • | Millor primera pel·lícula - Regarde les hommes tomber de Jacques Audiard - Le Colonel Chabert d'Yves Angelo - Mina Tannenbaum de Martine Dugowson - Personne ne m'aime de Marion Vernoux - Petits arrangements avec les morts de Pascale Ferran |
| Millor guió original o adaptació - André Téchiné, Olivier Massart i Gilles Taurand per Els joncs salvatges - Jacques Audiard i Alain Le Henry per Regarde les hommes tomber adaptat de la novel·la Triangle, un trio sans espoir de Teri White - Michel Blanc per Grosse fatigue - Patrice Chéreau i Danièle Thompson per La reina Margot adaptat de la novel·la epònima d'Alexandre Dumas - Krzysztof Kieślowski i Krzysztof Piesiewicz per Tres colors: Vermell                    | Millor música - Zbigniew Preisner per Tres colors: Vermell - Goran Bregovic per La reina Margot - Philippe Sarde per La filla de d'Artagnan - Éric Serra per El professional                                                                    |
| Millor fotografia - Philippe Rousselot per La reina Margot - Thierry Arbogast per El professional - Bernard Lutic per Le Colonel Chabert | Millor decorat - Gianni Quaranta per Farinelli, Il Castrato - Richard Peduzzi i Olivier Radot per La reina Margot - Bernard Vézat per Le Colonel Chabert                                                                                        |
| Millor muntatge - Juliette Welfling per Regarde les hommes tomber - Sylvie Landra per El professional - Hélène Viard, François Gédigier per La reina Margot'' | Millor so - Jean-Paul Mugel i Dominique Hennequin per Farinelli, Il Castrato - Pierre Excoffier, François Groult, Gérard Lamps, Bruno Tarrière per El professional - William Flageollet, Jean-Claude Laureux per Tres colors: Vermell           |
| Millor vestuari - Moidele Bickel per La reina Margot - Olga Berluti i Anne de Laugardière per Farinelli, Il Castrato - Franca Squarciapino per Le Colonel Chabert | Millor curtmetratge - La Vis de Didier Flamand - Deus ex machina de Vincent Mayrand - Elles de Joanna Quinn - Émilie Muller d'Yvon Marciano |
| Millor documental - Délits flagrants de Raymond Depardon - Bosna ! de Bernard-Henri Levy, Alain Ferrari - La Véritable Histoire d'Artaud le Mômo de Gérard Mordillat, Jérôme Prieur - Montand, le film de Jean Labib - Tsahal de Claude Lanzmann - Tzedek de Marek Halter - Veillées d'armes : histoire du journalisme en temps de guerre de Marcel Ophuls | César d'honor - Jeanne Moreau - Gregory Peck - Steven Spielberg |
| César dels Césars Enquesta realitzada entre membres de l'acadèmia per designar la millor pel·lícula entre les 20 pel·lícules guanyadores del César a la millor pel·lícula - Cyrano de Bergerac de Jean-Paul Rappeneau | |